# Рамкова конвенція ООН про зміну клімату
Рамкова конвенція ООН зі зміни клімату (англ. United Nations Framework Convention on Climate Change, UNFCCC) — міжнародний екологічний договір, мета якого полягає в стабілізації концентрації парникових газів в атмосфері на такому рівні, який не допускав би небезпечного антропогенного впливу на клімат Землі. Обговорення РКЗК ООН відбувалося Ріо-де-Жанейро на Конференції Організації Об'єднаних Націй з навколишнього середовища і розвитку (КООНОСР), неофіційно відомої як Саміт Землі.

## Прийняття конвенції
РКЗК ООН була прийнята 9 травня 1992, і відкрита для підписання 4 червня 1992. Конвенція набрала чинності 21 березня 1994. Україна підписала Конвенцію 11 червня 1992 року і ратифікувала 29 жовтня 1996 року. Станом на березень 2014 року до РКЗК ООН приєдналися
196 учасників (англ. Parties). Сторони конвенції зустрічаються щорічно з 1995 року на конференціях Сторін (англ. COP) для оцінки прогресу в боротьбі зі зміною клімату.

### Підписанти
| - Австралія - Австрія - Білорусь - Бельгія - Болгарія - Канада - Хорватія - Кіпр - Чехія - Данія - Естонія | - Європейський Союз - Фінляндія - Франція - Німеччина - Греція - Угорщина - Ісландія - Ірландія - Італія - Японія - Латвія | - Ліхтенштейн - Литва - Люксембург - Мальта - Монако - Нідерланди - Нова Зеландія - Норвегія - Польща - Португалія - Румунія | - Росія - Словаччина - Словенія - Іспанія - Швеція - Швейцарія - Туреччина - Україна - Велика Британія - США |

Notes
1. 1 2 3 4 5 6 7 8 9 10 11 12 13 14 15 16 17 18 19 20 21 22 23 24  Частина II
2. 1 2 3 4 5 6 7 8 9 10 11 12 13 14  Лише частина I

## Кіотський протокол
Одним з перших завдань, поставлених РКЗК ООН, було створення національних кадастрів викидів і абсорбції парникових газів. У 1997 році був укладений Кіотський протокол, тобто юридично оформлене зобов'язання для розвинених країн зі скорочення викидів парникових газів. Протокол зобов'язує розвинуті країни та країни з перехідною економікою скоротити або стабілізувати викиди парникових газів у 2008–2012 роках до рівня 1990 року. На сьогоднішній день підписала та ратифікувала протокол 191 країна, в тому числі більшість промислово розвинутих країн, крім США, які підписали, але не ратифікували угоду.

## Паризька угода (2015)
Наступним документом у межах Рамкової конвенції ООН про зміну клімату стала Паризька угода щодо регулювання заходів зі зменшення викидів діоксиду вуглецю з 2020 р. Текст угоди погодили на 21-й Конференції учасників UNFCCC в Парижі та прийняли консенсусом 12 грудня 2015. Вступила в дію 4 листопада 2016.

## Виконання конвенції Україною
В Україні виконання вимог цієї конвенції та впровадження механізмів Кіотського протоколу до неї, у тому числі в частині реалізації проектів, спрямованих на охорону навколишнього природного середовища, було метою діяльності Національного агентства екологічних інвестицій України (з вересня 2014 функції передані Мінекології).
Україна підписала Паризьку угоду (2015) цієї Конвенції 22 квітня 2016 року у м. Нью-Йорку. Верховна Рада України ратифікувала її 14 липня 2016 року.
Згідно з «Додатком 1» до конвенції, сформованим на початку 1990-х, Україна знаходиться в переліку розвинутих країн. Це означає, що Україна зараз не може претендувати на фінансову допомогу менш заможним країнам для боротьби зі зміною клімату та адаптації до неї (у 2019 році сукупна річна допомога склала майже $80 млрд).

## Щорічні конференції
Сторони конвенції зустрічаються щорічно з 1995 року на конференціях Сторін (англ. COP) для оцінки прогресу в боротьбі зі зміною клімату.
- 1-ша — Берлін, Німеччина, травень 1995
- 2-га — Женева, Швейцарія, 1996
- 3-тя — Кіото, Японія, грудень 1997
- 4-та — Буенос-Айрес, Аргентина, грудень 1998
- 5-та — Бонн, Німеччина, 1999
- 6-та — Гаага, Нідерланди, листопад 2000
  - 6,5 — Бонн, Німеччина, 2001
- 7-ма — Марракеш, Марокко, жовтень — листопад 2001
- 8-ма — Нью-Делі, Індія, жовтень — листопад 2002
- 9-та — Мілан, грудень 2003
- 10-та — Буенос-Айрес, грудень 2004
- 11-та — Монреаль, Канада, листопад — грудень 2005
- 12-та — Найробі, Кенія, 2006
- 13-та — Балі, Індонезія, 2007
- 14-та — Познань, Польща, 2008
- 15-та — Копенгаген, Данія, 2009
- 16-та — Канкун, Мексика, 2010
- 17-та — Дурбан, ПАР, 2011
- 18-та — Доха, Катар, 2012
- 19-та — Варшава, Польща, 2013
- 20-та — Ліма, Перу, 2014
- 21-ша — Париж, 29 листопада — 12 грудня 2015 року — Конференція ООН з питань клімату 2015
- 22-га — Марракеш, 7-18 листопада 2016 року — Конференція ООН з питань клімату 2016
- 23-тя — Бонн, 6-11 листопада 2017 року — Конференція ООН з питань клімату 2017
- 24-та — Катовіце, 3-4 грудня 2018 року
- 25-та — Мадрид, 2 грудня 2019 року
- 26-та — Глазго, листопад 2021 року

## Доповіді МГЕЗК
9 серпня 2021 року МГЕЗК оприлюднила шостий звіт — про кліматичні зміни за станом на 2021 рік і майбутніх ризики для людства на найближче сторіччя. Повний документ налічує майже 4 тис. сторінок, містить детальні прогнози для різних регіонів Землі і є продуктом кропіткої роботи кращих кліматологів і інших учених з різних країн.